# Barbecue-Pejo
Pour plus de détails, voir Fiche technique et Distribution.
Barbecue-Pejo est un film béninois réalisé par Jean Odoutan sorti en 1999. Le film raconte l'histoire d'un pauvre homme qui use de mille et un stratagèmes pour sortir sa famille et lui de la misère dans laquelle ils végètent depuis longtemps. L’idée que l'auteur du film veut véhiculer est que l'extrême pauvreté donne des idées,,. Barbecue-Pejo est le premier long métrage de Jean Odoutan. 

## Synopsis
Ayant ras le bol de sa femme qui le traite de tous les noms d'oiseaux parce que selon elle, si la misère perdure c'est sa faute, Boubacar, un pauvre cultivateur de maïs béninois fait tout pour remédier à la situation. Il s'endette pour acheter une Peugeot 504 et s'improvise chauffeur de taxi. Seulement, la voiture le lâche très rapidement. Le moteur est mort.
Pour ne pas revenir à la case départ, il décide de tenir en office le moteur de son ex Peugeot 504 brinquebalante comme moulin à maïs. De cultivateur à taximan, le voilà maintenant meunier, mais le meunier le plus nul du village. Et, c'est au tour du moteur de le lâcher. Voyant que son époux ne peut plus rien faire pour satisfaire les besoins de la famille, Sa femme Fati se voit contrainte de se prostituer pour subvenir aux besoins de leurs deux filles, qui souffrent d'une malformation congénitale. C'est dans cette situation compliquée que le jeune cultivateur a l'idée d'utiliser le bloc moteur comme barbecue pour vendre du maïs grillé sur le trottoir,,,,.

## Fiche technique
- Titre original : Barbecue-Pejo
- Réalisation et scénario : Jean Odoutan
- Pays : France, Bénin
- Durée : 86 minutes
- Sortie nationale : 27 janvier 2000
- Image : Valerio Truffa
- Son : Issa  Traore sr
- Montage : Cécile Dubois
- Musique : Jean Odoutan
- Production : 45RDLC
- Distribution : 45RDLC[11]

## Distrribution
- Jean Odoutan : Babacar
- Laurentine Milebo : Fati
- Gladys Agboliagbo : Rafia
- Olivia Agboliagbo : Djita